# Bandeira de Quixelô
A bandeira de Quixelô é um dos símbolos oficiais do município de Quixelô, estado do Ceará.
Segundo o Artigo n.º 6 da Lei Orgânica Municipal, "São símbolos do Município o Brasão de Armas, a bandeira do Município e outros estabelecidos em leis municipais".